# Borger-Odoorn
Borger-Odoorn (anhörenⓘ) ist eine Gemeinde im Osten der niederländischen Provinz Drenthe. Sie hat 26.052 Einwohner (Stand 1. Januar 2025) und umfasst eine Fläche von 278 km².

## Ortsteile
Die Gemeinde besteht aus insgesamt 25 Ortsteilen. Die Gemeindeverwaltung befindet sich in Exloo. Die Einwohnerzahl bezieht sich auf den 1. Januar 2024.
| Ortsteil          | Einwohner |
| ----------------- | --------- |
| Nieuw-Buinen      | 4.970     |
| Borger            | 5.010     |
| Valthermond       | 3.425     |
| Tweede Exloërmond | 2.260     |
| Odoorn            | 1.960     |
| Exloo             | 1.735     |
| Valthe            | 1.215     |
| Buinen            | 0795      |
| Klijndijk         | 0740      |
| Drouwenermond     | 0595      |
| Drouwen           | 0535      |
| Buinerveen        | 0445      |
| Odoornerveen      | 0400      |

| Ortsteil           | Einwohner |
| ------------------ | --------- |
| Eerste Exloërmond  | 365       |
| Ees                | 340       |
| Drouwenerveen      | 290       |
| Eesergroen         | 175       |
| Eeserveen          | 160       |
| Westdorp           | 125       |
| Tweede Valthermond | 100       |
| Bronneger          | 115       |
| Exloërveen         | 090       |
| Bronnegerveen      | 085       |
| Zandberg           | 050       |
| Ellertshaar        | 035       |

## Politik

### Sitzverteilung im Gemeinderat

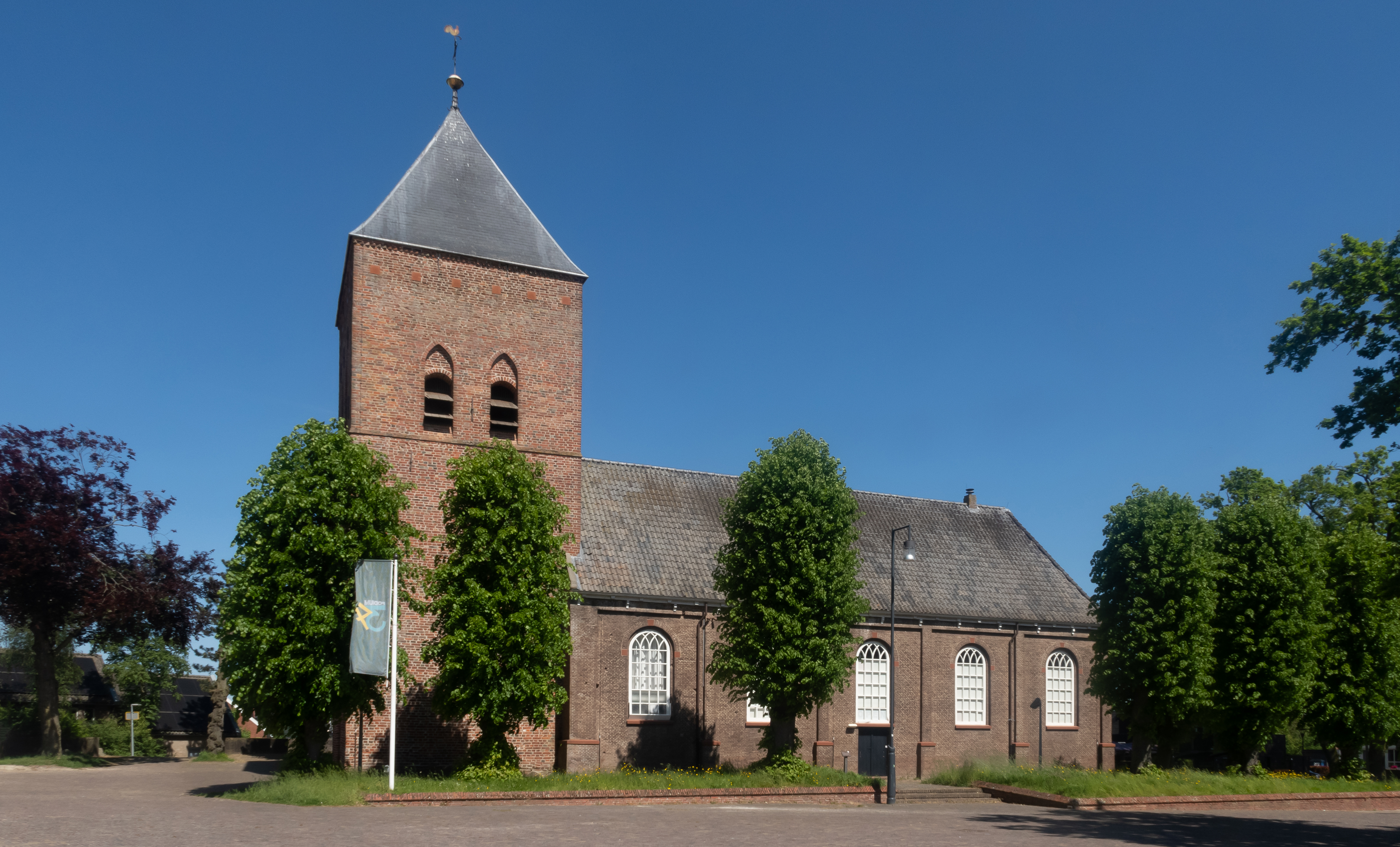
Reformierte Kirche (Willibrorduskerk) in Borger

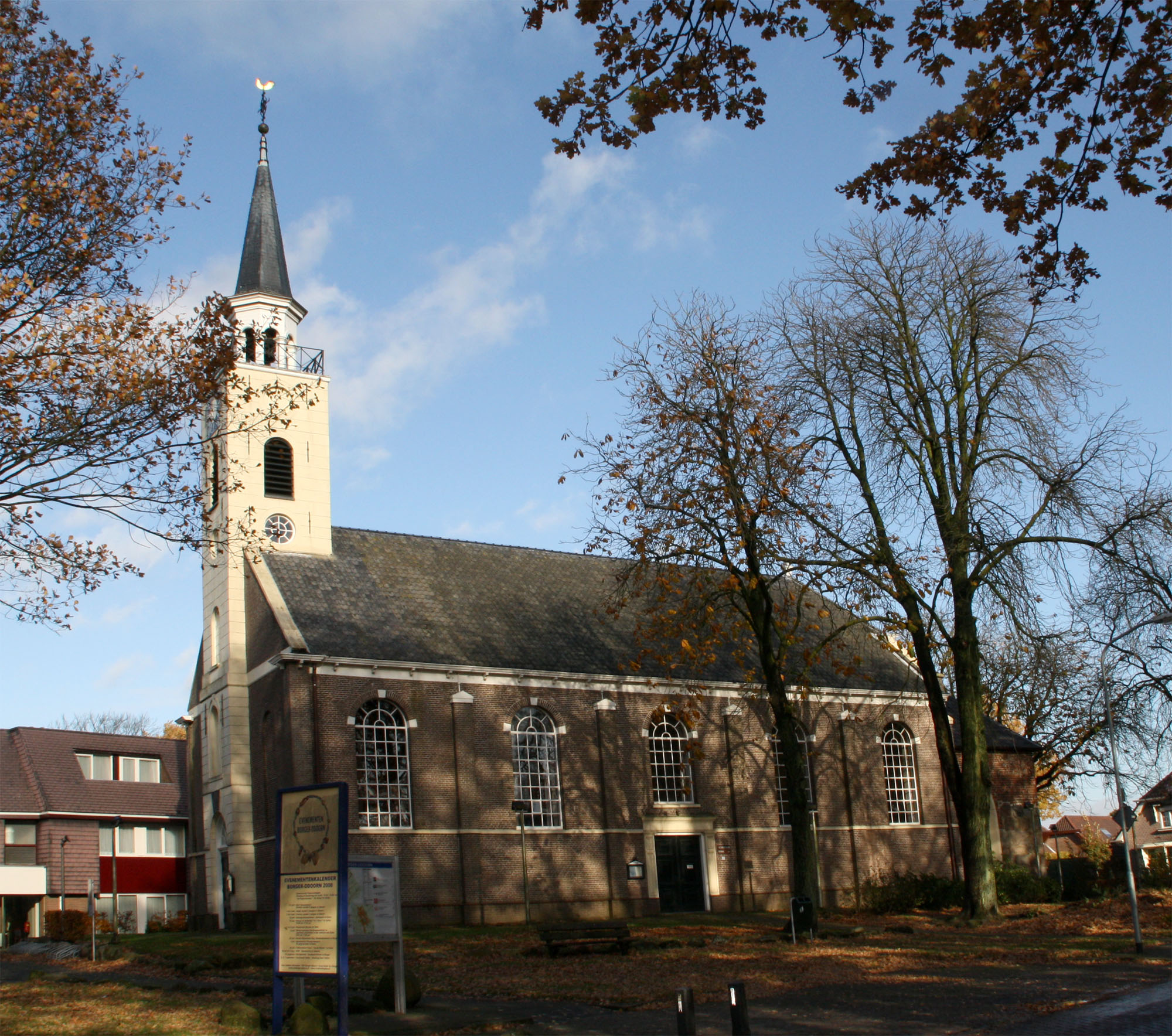
Reformierte Kirche Odoorn

Ergebnisse der Gemeinderatswahlen 1997, 2002, 2006, 2010, 2014, 2018 und 2022:
| Partei                         | Sitze | Sitze | Sitze | Sitze | Sitze | Sitze | Sitze |
| Partei                         | 1997  | 2002  | 2006  | 2010  | 2014  | 2018  | 2022  |
| ------------------------------ | ----- | ----- | ----- | ----- | ----- | ----- | ----- |
| Gemeentebelangen Borger-Odoorn | 4     | 5     | 3     | 6     | 9     | 8     | 7     |
| PvdA                           | 8     | 6     | 9     | 5     | 4     | 3     | 3     |
| Leefbaar Borger-Odoorn         | –     | –     | –     | –     | –     | 2     | 3     |
| VVD                            | 4     | 4     | 3     | 3     | 3     | 3     | 3     |
| CDA                            | 3     | 3     | 3     | 3     | 3     | 2     | 2     |
| GroenLinks                     | –     | –     | 1     | 1     | –     | 1     | 1     |
| D66                            | 1     | 2     | 1     | 2     | 1     | 1     | 1     |
| ChristenUnie                   | –     | 1     | 1     | 1     | 1     | 1     | 1     |
| RPF                            | 1     | –     | –     | –     | –     | –     | –     |
| GPV                            | 1     | –     | –     | –     | –     | –     | –     |
| Gesamt                         | 21    | 21    | 21    | 21    | 21    | 21    | 21    |

### Bürgermeister und Beigeordnete
Folgende Personen gehören zum Kollegium:
Bürgermeister
- Jan Seton (CDA)

Beigeordnete
- Freek Buijtelaar (Gemeentebelangen)
- Nynke Houwing (VVD)
- Albert Trip (D66)
- Niek Wind (Gemeentebelangen)

Gemeindesekretär
- Peter Post

## Verkehr
In der Gemeinde fahren folgende Buslinien
- 15: Emmen – Valthe – Valthermond – Exloërkijl – 2. Exloërmond – Musselkanaal – Stadskanaal
- 24: Assen – Rolde – Borger – Buinen – Buinerveen – Nieuw Buinen – Stadskanaal
- 28: Assen – Rolde – Eext – Gieten – Gasselte – Gasselternijven – Gasselternijveenschemond – Stadskanaal
- 59: Emmen – Klijndijk – Odoorn – Exloo – Borger – Drouwen – Gasselte – Gieten – Annen
- 77: Emmen – Klijndijk – Valthe – Valthermond – Musselkanaal – Stadskanaal
- 94: Stadskanaal – Drouwenermond – Drouwenerveen – Gasselternijveen – Gieterveen – Gieten
- 300: Emmen – Borger – Gieten – Groningen (Schnellbus)
- 302: Stadskanaal – Gasselternijveen – Gasselte – Gieten – Groningen (Schnellbus)
- 659: Emmen – Borger

## Natur und Kultur
Die Gemeinde Borger-Odoorn liegt in einem Gebiet mit einer Vielzahl von Großsteingräbern (niederländisch hunebedden). Das größte von ihnen ist das Großsteingrab Borger (D27); direkt daneben ist ein „Hunebedcentrum“ („Hünengrabzentrum“) errichtet worden. Bedeutsam sind außerdem die beiden gut erforschten Großsteingräber bei Drouwen (D19–20) und eine Gruppe aus fünf Großsteingräbern (D21–25) im Ortsteil Bronneger.
Bei Drouwen hat die staatliche Forstverwaltung einen „boomkroonpad“ („Baumkronenpfad“) geschaffen. Besucher können hier auf Holzwegen durch die Wipfel der Bäume laufen.

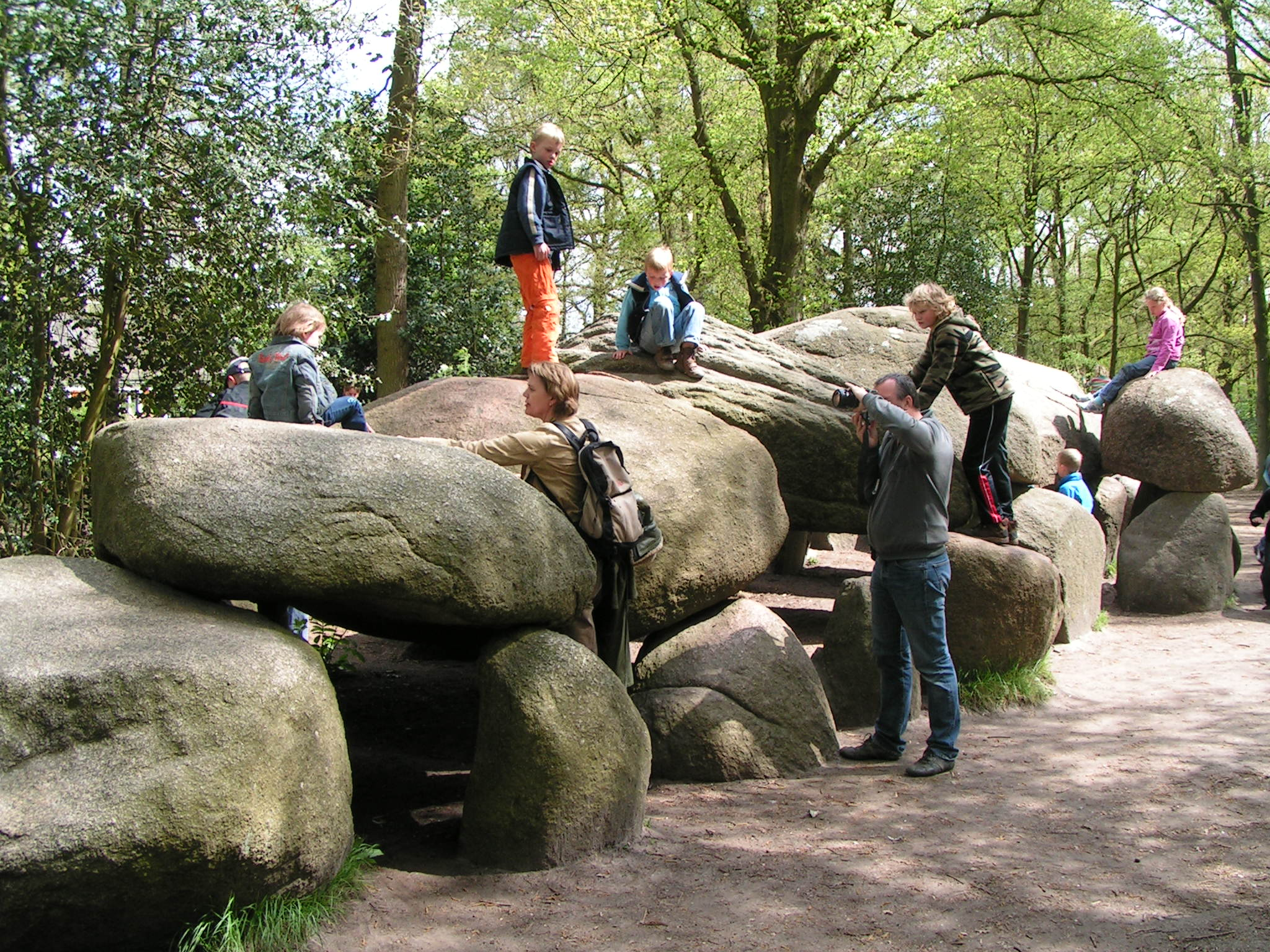
Großsteingrab D27 in Borger
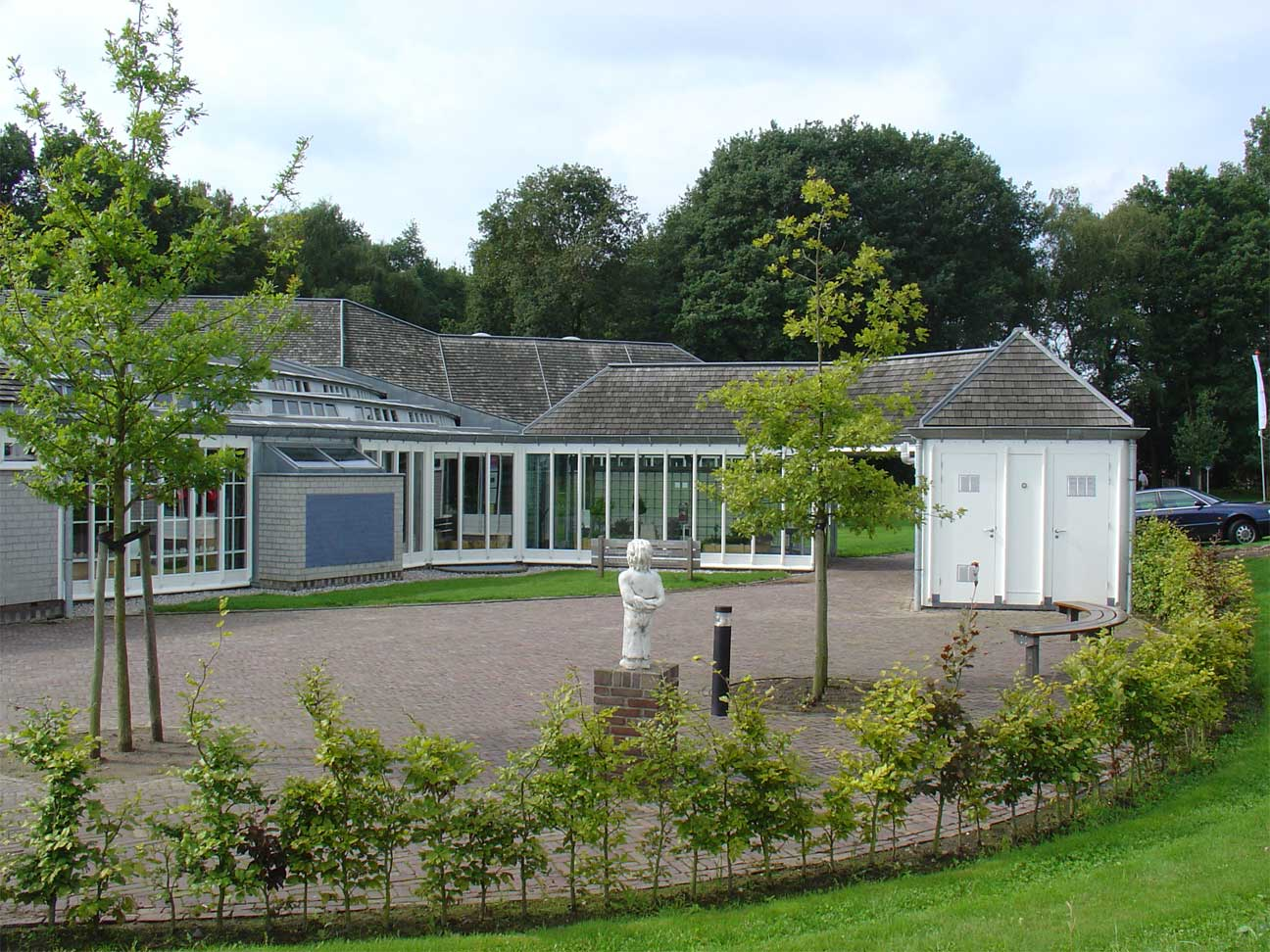
„Hunebedcenter“ Borger. Ausstellungsgebäude
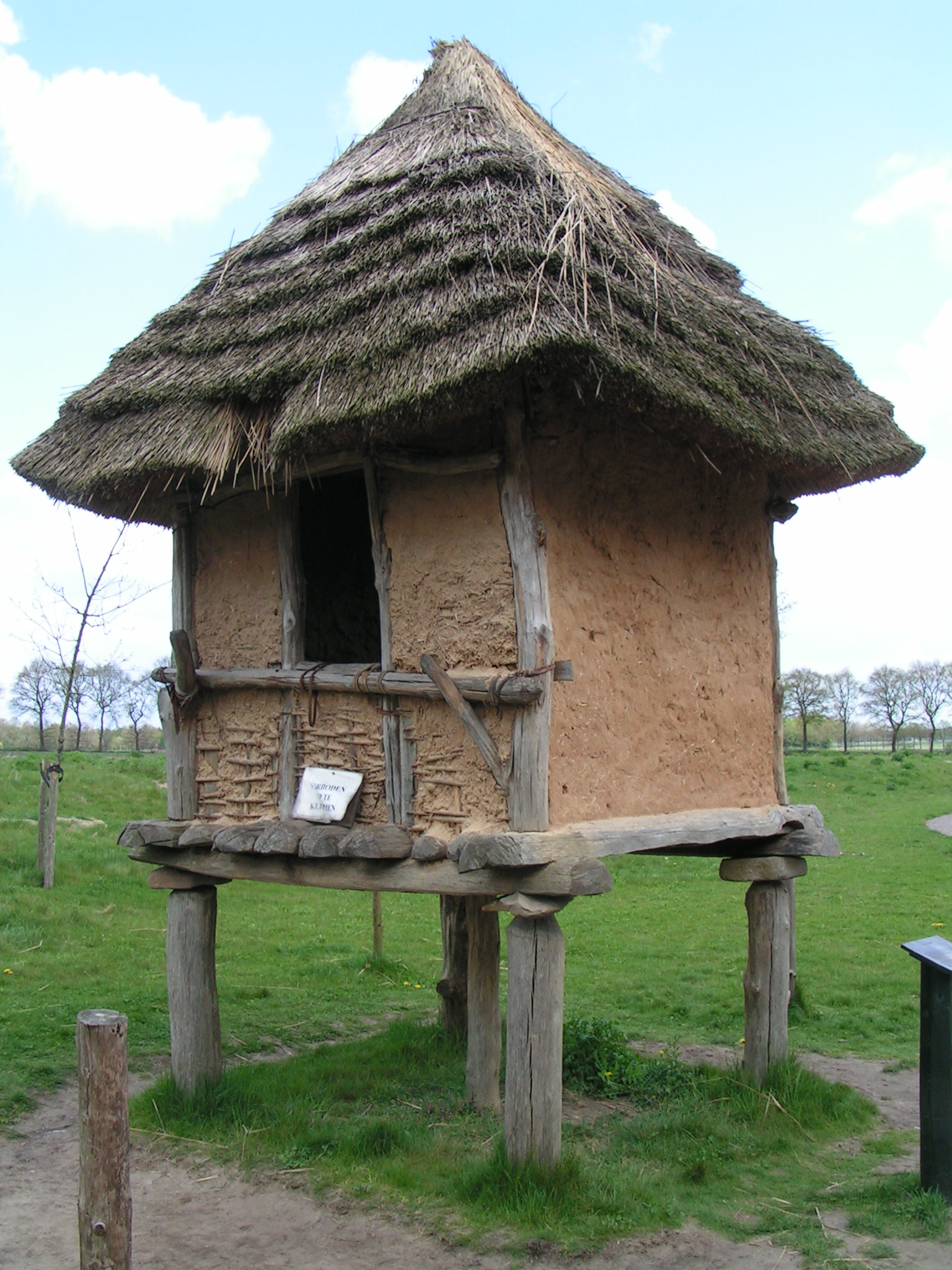
Nachgebauter Steinzeitspeicher beim „Hunebedcenter“ Borger
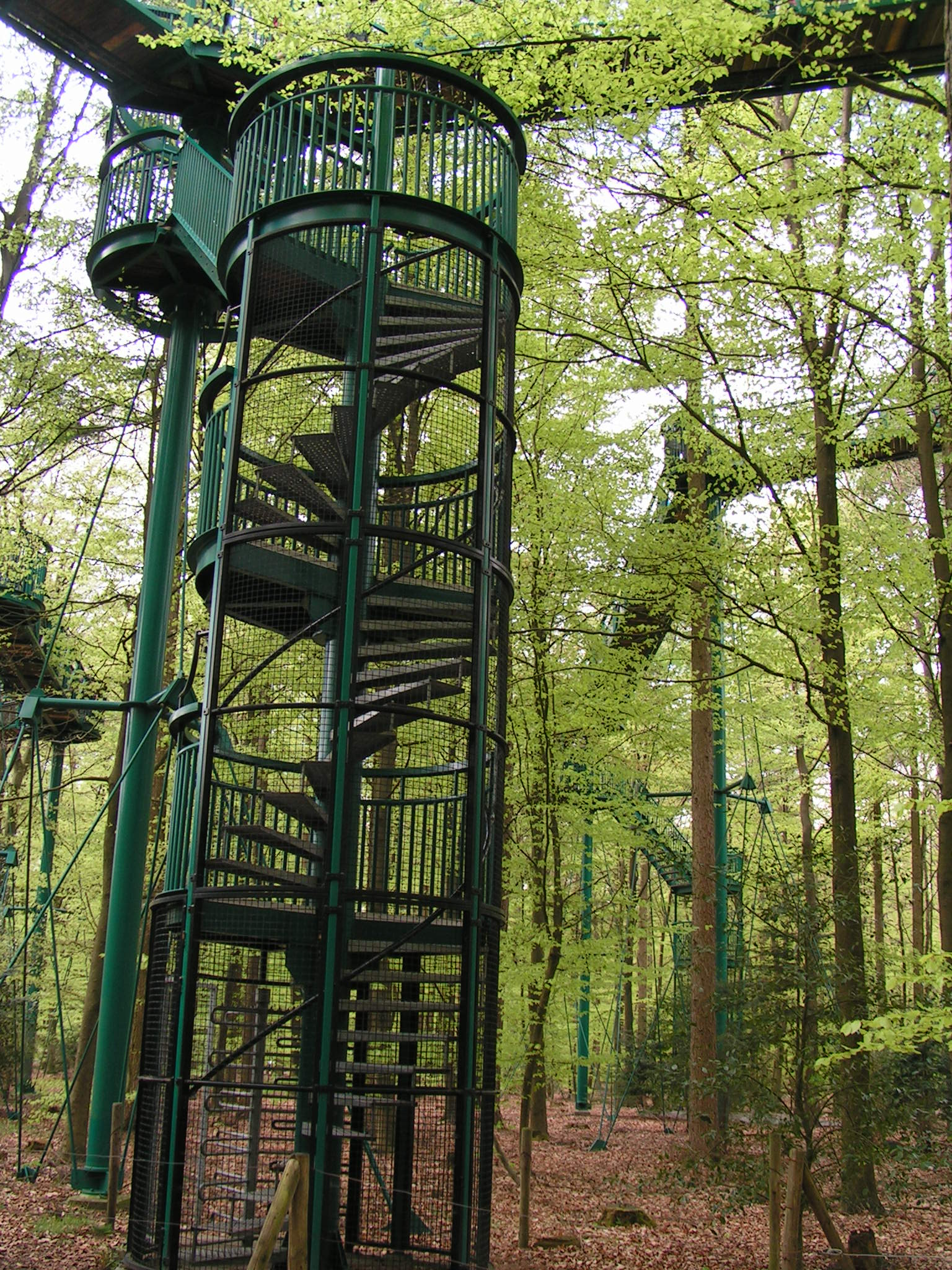
Baumkronenpfad bei Drouwen

Borger-Odoorn hat sich 2010 dem internationalen Bündnis Cittàslow angeschlossen, dessen Ziel die Verbesserung der Lebensqualität in Städten ist.
In der Gemeinde Borger-Odoorn befindet sich der einzige Abarth-Club der Niederlande.

## Söhne und Töchter des Ortes
- Johann Krüger (1911–1992), der fünfte Cifal der Volapükbewegung
- Jolanda Bombis-Robben (* 1984), Handballspielerin
- Miranda Schmidt-Robben (* 1986), Handballspielerin
- Melvin Boskamp (* 1990), Radrennfahrer